# 레베카 데이비스

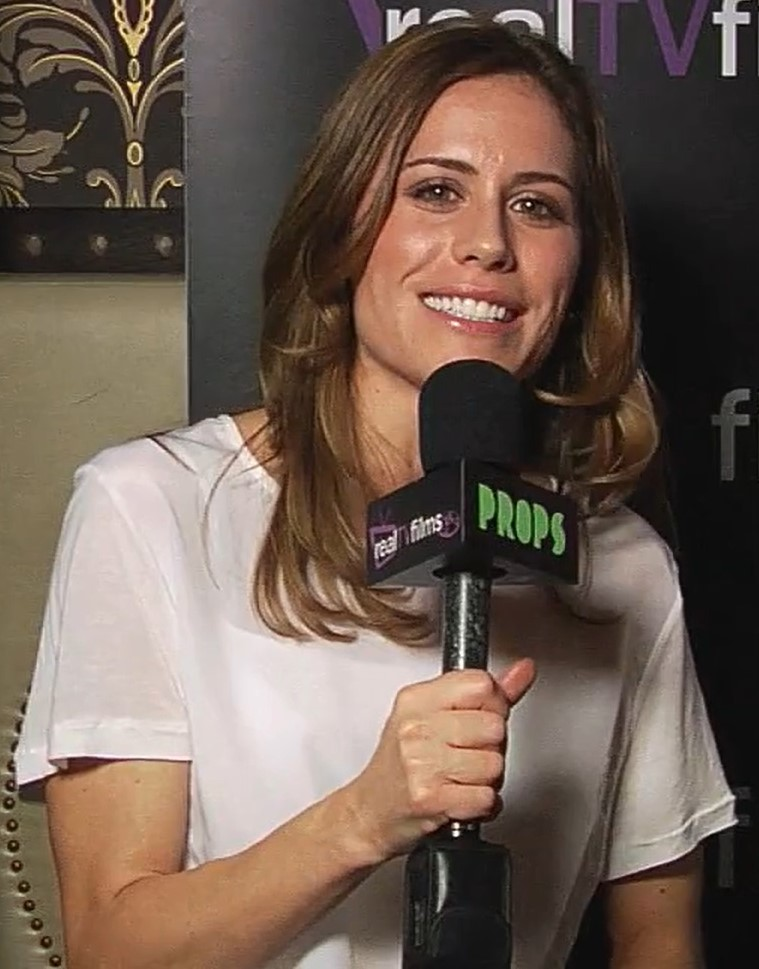

레베카 데이비스(Rebecca Davis, 1980년 4월 24일 ~ )는 캐나다의 배우, 영화배우, 텔레비전 배우이다.

## 영화
- 더 우즈 (2013년)
- 이츠 크리스마스, 캐롤! (2012년) - 웬디 역
- 히 러브스 미 (2011년) - 지젤 역
- 캔디 케인 2 - 데드 어헤드 (2008년)
- 스위트 룸 (2005년)